# Euclea asperrima
Euclea asperrima là một loài thực vật có hoa trong họ Thị. Loài này được E.Holzh. mô tả khoa học đầu tiên năm 1954.